# Вестфаль, Карл
Карл Фри́дрих О́тто Вестфа́ль (нем. Karl Friedrich Otto Westphal; 3 марта 1833, Берлин — 27 января 1890, Кройцлинген) — немецкий медик, наиболее известный как психиатр и невропатолог, автор многих психиатрических терминов, связанных с неврозами, сексуальными девиациями и заболеваниями нервной системы, создатель научной школы психиатрии и неврологии, реформатор психиатрии.

## Биография

### Рождение, ранние годы
Карл Вестфаль родился в Берлине. Он был сыном врача Отто Вестфаля (1800—1879) и Каролины Фредерики Гейне. Его дядя был известным медицинским директором больницы Шарите.

### Личная жизнь
Он был женат на Кларе, дочери банкира Александра Мендельсона. Сын Александр Карл Отто Вестфаль стал медиком, второй сын Эрнст (1871—1949) — юристом, дочь Анна (1864—1943) вышла замуж за медика Эдуарда Сонненбурга, а Мария (1867—1957) — за банкира Франца фон Мендельсона-младшего.

### Становление
Уже в своем родном городе он получил блестящее образование.

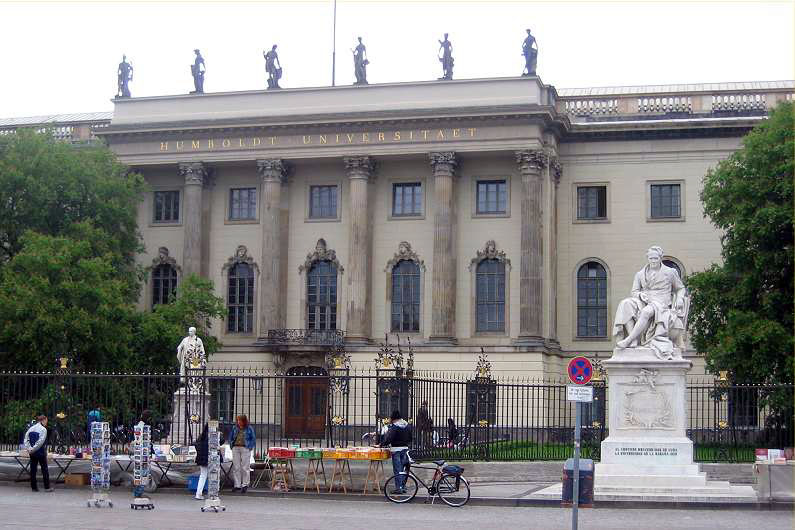
Берлинский университет имени Гумбольдта — 1-е, но далеко не последнее учебное заведение Вестфаля

C осени 1851 Карл Вестфаль учился в университете Берлине, на следующий семестр — в Гейдельберге, зимой 1852 поменяв его на Цюрих. Здесь он стал любимым учеником физиолога Карла Людвига, работал в лаборатории написал диссертацию «Выделение воды почками» лат. «De aquae secretione per renes» на экспериментальной основе. Среди его друзей в Цюрихе были А. Э. Фик, П. Дюбуа-Реймон, братья Л. Мейер и Оскар Мейер. Докторскую степень он получил после учебной поездки в Париж и Вену.
После получения докторской степени, с 1857 он работал ассистентом в оспенном отделении в берлинском Шарите.

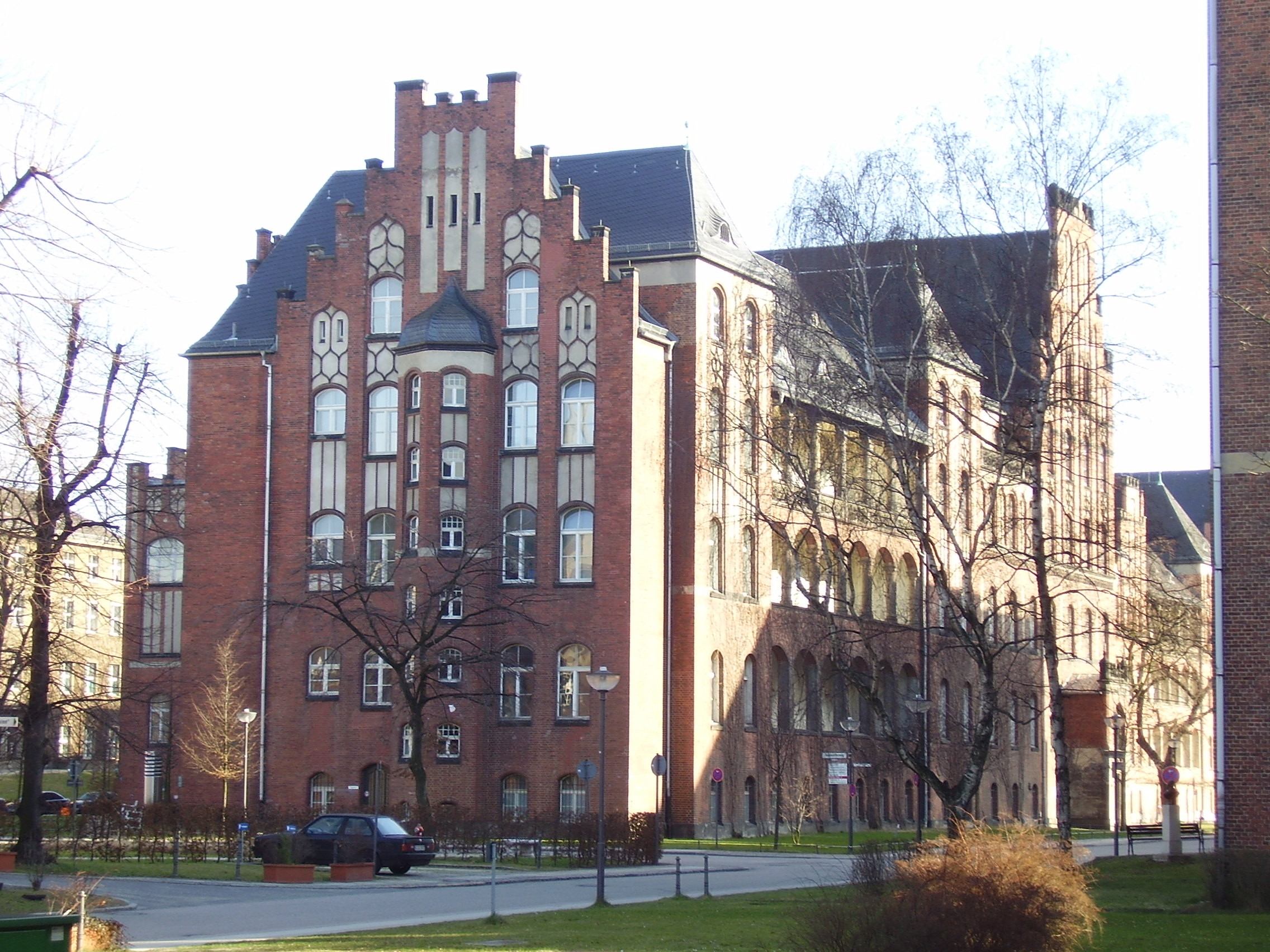
Шарите — первое место работы Вестфаля

С 1858 из-за внешних обстоятельств, по причине ухода ассистента Людвига Мейера, друзья уговорили Карла Вестфаля стать ассистентом на кафедре для душевнобольных при К. В. Иделере, а также В. Гризингере и В. фон Горне. Первое впечатление, которое Карл Вестфаль получил в начале своей психиатрической карьеры, оказалось отвратительным — принудительное лечение душевнобольных, суеверия и ложные идеи времени вызвали у него отторжение. Только приход Гризингера в 1861 радикально изменил ситуацию. Карл Вестфаль получил аудитории для лекций по психиатрии с разрешением курировать некоторых пациентов. Тогда же Вестфаль был избран приват-доцентом по психиатрии в Берлинском университете.
В 1868—1869 из-за непонимания и разногласий Карл Вестфаль снова на время занялся терапией и эпидемиологией (этот опыт ему пригодится при изучении малой хореи) и стал заведующим кафедрой натуральной оспы и внутренней медицины, в 1869 после смерти Гризингера явился его преемником — стал адъюнкт-профессором психиатрии, а также клиническим инструктором кафедры и заведующим в отделении психических и нервных заболеваний и потом в 1871 — директором клиники душевных и нервных болезней (и пробыл им до 1889), в 1874 достиг звания ординарного профессора психиатрии (сменил и на этой кафедре Гризингера).

### Научные работы
Вклад Карла Вестфаля в медицину очень большой и многогранный.

#### Гомосексуализм. Педерастия
Будучи уже знаменитым невропатологом, Карл Вестфаль начал исследовать сексуальные девиации.
Мишель Фуко считает, что Вестфаль связан с рождением понятия «гомосексуализм» в современном понимании, из-за статьи, опубликованной в 1870. В ней Карл Вестфаль описывает двух пациентов, диагноз которых позже стал известен как «гомосексуализм». Как представляется, это одно из первых медицинских описаний половых психических девиаций.
Он превратил представление о гомосексуализме из представления о заболевании, устанавливаемом посредством исследования тела индивида (тогда учёные считали это возможным), в представление о психической болезни, определяемой с помощью исследования его интеллекта. Поскольку однополая любовь казалась ученым-медикам странной, немецкий психиатр ещё в 1869 назвал её «противоположным», или «извращённым» сексуальным влечением. Это, по его мнению, не грех, а врождённая патология вегетативной нервной системы, «искажающая» «весь внутренний мир собственного пола».
Также он описывал пациентку «с сексуальными чувствами изменённой направленности» как «увлекающуюся мальчишескими играми» и «любящую одеваться как мальчик». Обнаруженное несоответствие воспринималось как проявление болезни, однако её лечение оставалось проблематичным.
Вестфаль переименовал педерастию в «сексуальную инверсию» (в немецком языке «противоположное половое влечение») — формулировка, популярная в XX веке. Именно он сделал распространённой ошибочную идею, которой до сих придерживаются многие люди, будто гомосексуалисты-мужчины женственны, а гомосексуалисты-женщины имеют мужские черты. Вестфаль настаивал, что поскольку сексуальная инверсия — это заболевание, её следует лечить врачам, а не наказывать законами.

#### Агорафобия. Обсессии
В 1871 он подробно описал проявления агорафобии — боязни открытых пространств. Сделал это он на основе описания трёх больных мужчин, проявивших крайнюю тревогу и чувство страха, когда они должны были войти в определённые общественные места города. В этом же году он опубликовал статью «Агорафобия, невропатическое явление», в которой впервые дал точное и ясное её описание..
Карл Вестфаль в 1877 дал классическое определение навязчивых состояний, хотя сам термин был предложен раньше И. М. Балинским..

#### Нарколепсия и катаплексия
В 1877 году Вестфаль дал первое описание нарколепсии (за три года до Ж.-Б. Желино, который изобрёл сам термин и в честь которого позже назвали болезнь). Также он описал и катаплексию. Вестфаль наблюдал два подобных случая и представил их на съезде Берлинского медицинского и психологического общества, а затем описал их в «Архиве психиатрических и нервных расстройств». Также он дал описание наследственной формы этого процесса. Катаплексию он считал «скрытым приступом эпилепсии», а нарколепсию — последствием катаплексии.

#### Болезнь Вильсона-Коновалова (болезнь Вестфаля-Вильсона-Коновалова)
В 1883 Вестфаль описал и создал принципы ранней диагностики болезни лат. «pseudosclerosis», известной сегодня как болезнь Вильсона-Коновалова. Не найдя ожидаемых бляшек при вскрытии пациента, которого Вестфаль считал больным рассеянным склерозом, он описал её как неизвестную науке новую болезнь. Адольф фон Штрюмпель снова дал её описание в 1898 и назвал «синдром Вестфаля-Штрюмпеля». Он не дожил до 1912, когда его дело было продолжено, а болезнь правильно определена и ей было дано имя гепато-лентикулярной дегенерации С. Вильсоном. В 1960 году советский невропатолог Коновалов Н. В. изучил патоморфологию структур мозга и описал новые формы этой болезни. Болезнь была названа болезнью Вестфаля — Вильсона — Коновалова.

#### Гипокалиемический периодический паралич
В 1885 году Вестфаль опубликовал четыре случая паралича конечностей, характеризовавшихся периодичностью и потерей возбудимости во время электрической стимуляции его приступов. Позже он был назван его именем, а также — гипогликемический периодический паралич.

#### Коленный рефлекс. Спинная сухотка

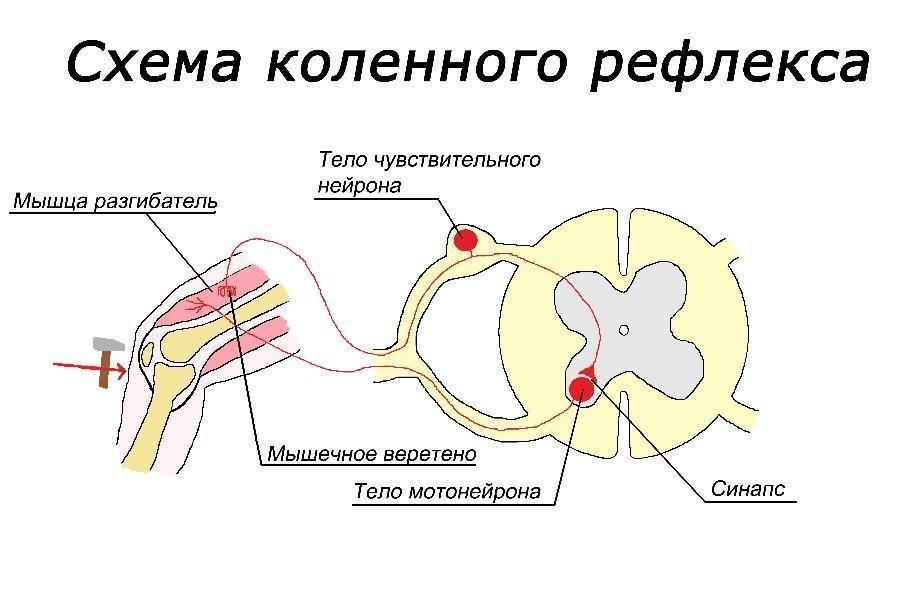

В 1875 году, а по другим данным раньше (ведь ещё в 1867 были описаны спинномозговые расстройства при некоторых формах прогрессивного паралича), одновременно с (но независимо от) В. Эрба) Карл Вестфаль описывает феномен глубоких сухожильных рефлексов за счёт реакции сокращений мышц. Однако, в отличие от Эрба, Вестфаль заблуждался, считая это явление не классической рефлекторной дугой, а местным феноменом. Позже именно на основе коленного рефлекса они продемонстрировали связь между спинной сухоткой и прогрессивным параличом. Они описали глубокий сухожильный рефлекс в аномалии при спинной сухотке, который позже стал известен как симптом Эрба-Вестфаля. Также это был второй в истории случай описания у человека безусловных рефлексов после М. Халла, что способствовало развитию рефлексологии в целом и использования неврологических молоточков в частности. К слову, и Эрб, и Вестфаль рекомендовали проверять рефлекс не рукой, а молоточком для перкуссии.

Силас Вэйл Митчелл, доктор медицинских наук в своей клинике Лечебнице нервных болезней в Филадельфии с неврологическим молоточком в руке

Он же описал одноимённый симптом Вестфаля — признак экстрапирамидных нарушений: при пассивном тыльном сгибании стопы это положение некоторое время сохраняется.

#### Острая паранойя
В 1876 на гамбургском съезде естествоиспытателей) Вестфаль выделил как самостоятельную нозологическую форму острую паранойю. Описание это было исключительно психологическим и с современной точки зрения разнородным (с различающимися причинами, течением, прогнозом), но имело большое значение для дальнейшего изучения паранойи и её классификации, при использовании уже других принципов.

#### Ядро Эдингера-Вестфаля

Ядро Эдингера-Вестфаля (Якубовича)

Имя Вестфаля совместно с именем ещё одного его соратника — невропатолога Л. Эдингером (Ядро Эдингера-Вестфаля), добавочное ядро третьего глазодвигательного нерва (ЧМН №III), оно же — ядро Якубовича.

#### Малая хорея

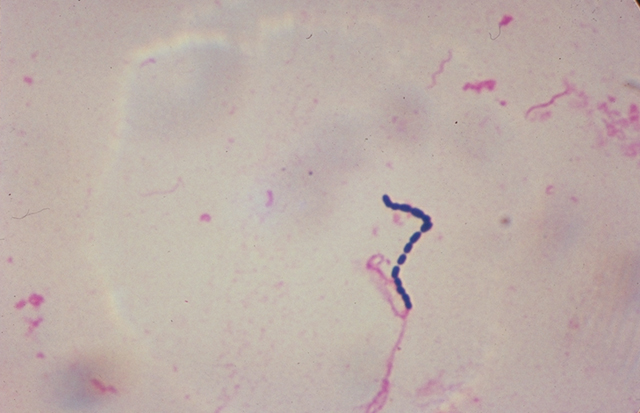
Стрептококк

В 1889 году он открыл совместно с Малкоффом и А. П. фон Вассерманом связь между малой хореей при ревматизме и бактериальной инфекцией.

#### Научный вклад
Вестфаль был членом нескольких научных обществ, в том числе научной депутации системы здравоохранения, частным медицинским советником, а также активным журналистом.
Его научные работы помещались в различных специальных журналах, а с 1868 — в издаваемом им «Архиве психических и нервных болезней» нем. «Archiv für Psychiatrie und Nervenkrankheiten». Его «Сборник научных трудов» нем. «Gesammelten Abhandlungen» издал уже сын Вестфаля в 1892 в двух томах. Большинство его работ относится к проведению исследований страданий спинномозговой системы и их связи с болезнями умалишённых.
Он воспитал целую плеяду известных психиатров, неврологов и невропатологов, среди которых есть и русские имена. Кроме учеников, например, в 1889 его посетил Сергей Сергеевич Корсаков. Вестфаль, в дополнение к своему многочисленному вкладу в неврологию и нейроанатомию, внедрил рациональные и не строгие способы лечения в психиатрической медицине в Германии. Он, после Горна и Гризингера, окончательно прогнал дух иделлеровской «своеобразной… комбинации физического насилия и попыток морального воздействия», и после смерти Гризингера стал одним из основных сторонников системы no restraint (прогрессивных методов содержания и ухода, без применения мер стеснения).

### Конец жизни, смерть
После 1886 у Карла Вестфаля начало прогрессировать психоневрологическое заболевание, которое в конечном итоге привело к его уходу из клиники и кафедры. Он умер в санатории в Кройцлинген в 1890. При вскрытии выявлены атрофия лобных долей мозга и дегенерация задних проводящих путей.

## Оценки
Ю. В. Каннабих, русский психиатр, в «Истории психиатрии» пишет:
«Великий немецкий невропатолог и психиатр Вестфаль… отличался кристаллической ясностью мышления и исключительной способностью к точному выражению своих научных идей. …Занятия… выработали из него законченного экспериментатора: анатомические и физиологические работы в Париже и приверженность к французской культуре окончательно сформировали этот блестящий и разносторонний ум».